# Danilo Sbardellotto
Danilo Sbardellotto (né le 23 octobre 1960) est un ancien skieur alpin italien.

## Coupe du Monde
- Meilleur classement final: 23e en 1988.
- Meilleur résultat: 2e.